# Boramba
Boramba ist eine osttimoresische Siedlung im Suco Foho-Ai-Lico (Verwaltungsamt Hato-Udo, Gemeinde Ainaro).
Das Dorf liegt im Süden der Aldeia Ailora, in einer Meereshöhe von 333 m. Durch die Siedlung führt die südliche Küstenstraße Osttimors, die hier weiter landeinwärts verläuft. Östlich befindet sich an der Küstenstraße das kleinere Dorf Fatualas, westlich das Dorf Ailora.